# CNN Center

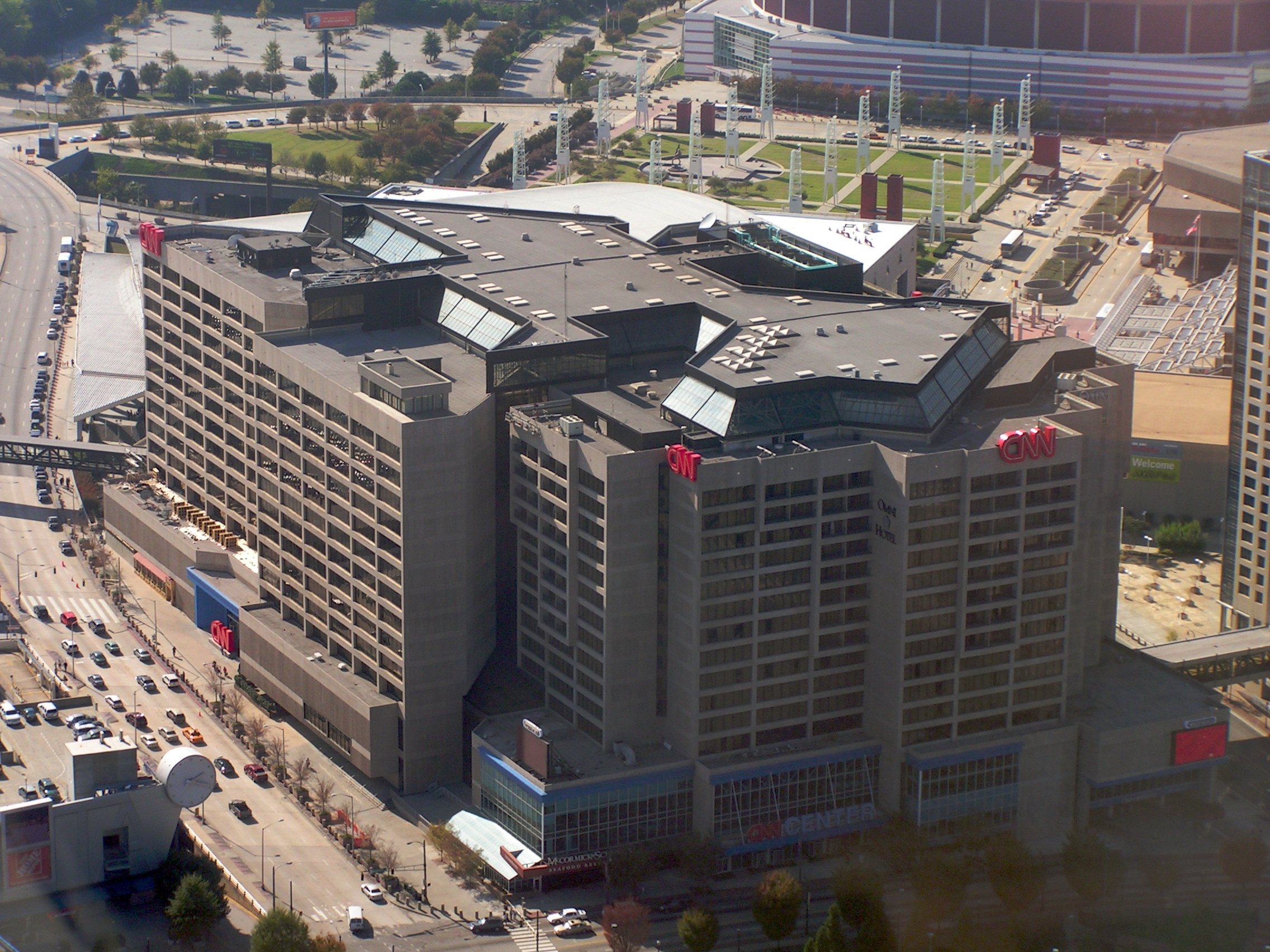
Flygfoto över CNN Center.

CNN Center är sedan 1987 CNNs huvudkontor. Huset hette från 1976 till 1987 Omni Complex, men bytte sedan namn när CNN tog över byggnaden. Byggnaden används även av Turner Broadcasting System, CNN:s moderbolag.
Byggnaden ligger i centrala Atlanta, intill Centennial Olympic Park, i Georgia.